# Académie bulgare des sciences
L'Académie bulgare des sciences (ABS ; en bulgare : Българска академия на науките, Balgarska akademia na naoukité, nom abrégé en БАН, BAN) est une organisation publique bulgare autonome consacrée à la recherche scientifique.
Elle est créée en 1869 à Brăila (en Roumanie actuelle) sous le nom de Société littéraire bulgare (Българско книжовно дружество, Balgarsko knijovno droujestvo). En 1878, après la création de la principauté de Bulgarie, la société installe son siège à Sofia. Elle est renommée Académie bulgare des sciences en 1911.
Bien qu'elle soit financée par l'État bulgare, l'ABS jouit d'une grande autonomie. Elle accorde des titres par une procédure de cooptation. Le nombre de membres actifs, qui portent le titre d'académicien (академик, akademik) est limité. Avant de porter ce titre, les collaborateurs de l'ABS se voient attribuer le grade de membre-correspondant (член-кореспондент, tchlen-korespondent). Les étrangers portent le titre de membres étrangers (чуждестранни членове, tchoujdestranni tchlenove). L'ABS entretient des relations de partenariat avec de nombreuses organisations scientifiques en Europe et dans le monde, dont le CNRS français, avec lequel elle a signé une convention de partenariat en 1965, réactualisée en 2009.
En 2010, l'ABS regroupait 84 structures, dont 73 instituts de recherche et 11 « unités spécialisées » (специализирани звена, specializirani zvena), auxquels s'ajoutait l'administration centrale. Selon les déclarations de son ancien président, le physicien Nikola Sabotinov (bg), lors de l'inauguration du Forum national pour la science (27 avril 2009), elle employait en 2008 7 641 personnes dont 3 638 chercheurs (17,4 % de l'ensemble des chercheurs du pays), soit environ la moitié de ses effectifs à la fin de l'ère communiste, et représente 60 % de l'ensemble de la production scientifique du pays.

## Missions

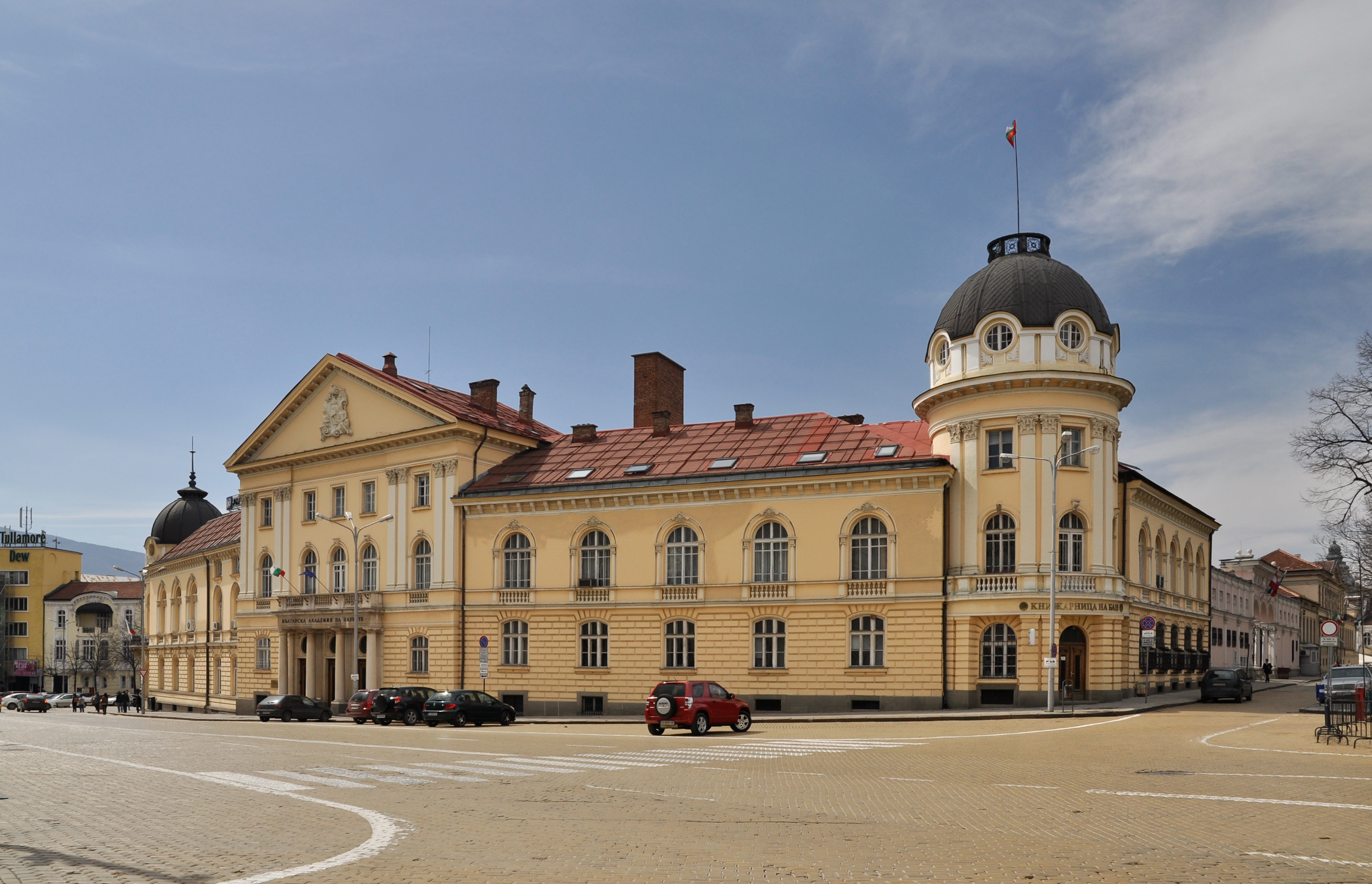
Siège de l'Académie bulgare des sciences sur le boulevard du tsar libérateur.

Les statuts de l'ABS, adoptés en 1994 et complétés depuis, assignent à l'institution la mission suivante : « L'Académie bulgare des sciences est le lieu où s'accomplit l'activité scientifique, en conformité avec les valeurs communes à l'humanité, les traditions et intérêts nationaux. Celle-ci participe au développement de la science mondiale et agit en faveur de l'accroissement des valeurs spirituelles et matérielles de la nation. »
Bien qu'elle soit indépendante de l'État, l'ABS assume un certain nombre de tâches permanentes en faveur de celui-ci, dans des domaines exigeant une expertise scientifique approfondie :
- observations et prévisions dans les domaines météorologique, hydrologique et agrométéorologique, y compris en liaison avec la prévention des catastrophes naturelles ;
- enregistrement de l'activité sismique ainsi que des glissements de terrain et autres mouvements dangereux de l'écorce terrestre dans l'ensemble du pays et information sur ceux-ci ;
- enregistrement des processus relevant des processus géomagnétiques, ionosphériques et autres et information sur ceux-ci, pour les besoins de la défense et des communications ;
- surveillance environnementale et études écologiques à grande échelle sur le territoire national ainsi que dans le bassin de la mer Noire ;
- défense et sécurisation des réseaux informatiques des ministères et départements ministériels (par le Laboratoire de virologie informatique, institution unique en son genre dans le pays) ;
- c'est au sein de l'ABS qu'a été créé et fonctionne le point nodal de base du réseau électronique de recherche et de formation desservant les universités, les instituts scientifiques et les établissements scolaires : le centre national GRID, qui offre des possibilités de calcul de dernière génération, est intégré à l'ABS[5].

Le centre de formation de l'ABS accueille environ 700 étudiants par an (essentiellement des doctorants), tandis qu'environ 600 chercheurs de l'ABS donnent chaque année des cours dans des établissements d'enseignement supérieur.

## Histoire

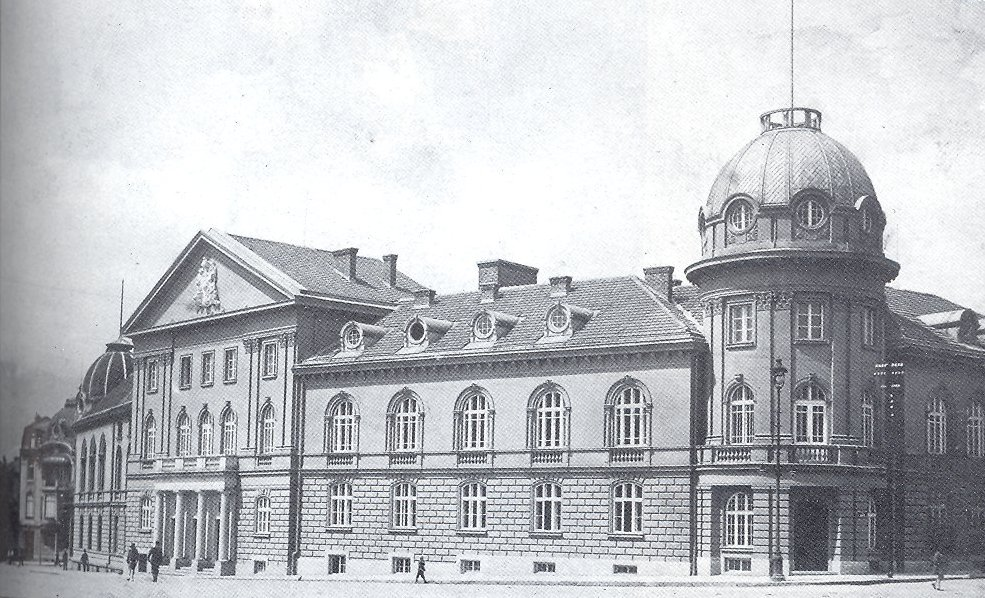
Dessin du siège de l'Académie bulgare des sciences vers 1930.

La Société littéraire bulgare (Balgarsko knijovno droujestvo, BKD) fut fondée le 1er octobre 1869 (13 octobre dans le calendrier grégorien) dans la ville de Brăila comme organisation dédiée à l'éducation de la nation bulgare. Les premiers membres de la société furent l'historien et philologue Marin Drinov, le philologue Vassil Stoyanov (bg) (1839-1910) et l'homme d'Église et écrivain Vassil Droumev (1840-1901). Un comité directeur de 11 membres fut élu, présidé par Nikola Tsenov (bg). En 1871 fut élu le premier membre d'honneur de la société, l'historien Gavril Krastevitch (1817-1898). En novembre 1878, la société déplaça son siège, quittant la Roumanie pour s'installer dans la nouvelle capitale de la principauté de Bulgarie, Sofia.
Après l'indépendance de la Bulgarie, les efforts du ministère de l'Éducation nationale transformèrent progressivement la BKD en Académie nationale, dont devinrent membres des représentants éminents de différentes branches des sciences et de la culture. En mars 1884, la municipalité de Sofia fit don à la BKD d'un terrain qui lui permit de construire un nouveau siège. Cette évolution permit à la société de prendre un nouveau départ à partir de 1884, notamment après la tenue d'une assemblée générale qui conduisit au recrutement d'une dizaine de nouveaux membres actifs et à l'adoption de nouveaux statuts. Trois sections furent créées : histoire et philologie, sciences exactes et médicales, sciences politiques. Dans ses nouveaux statuts, la BKD se plaça sous la protection du nouveau chef de l'État, Alexandre Ier de Bulgarie.

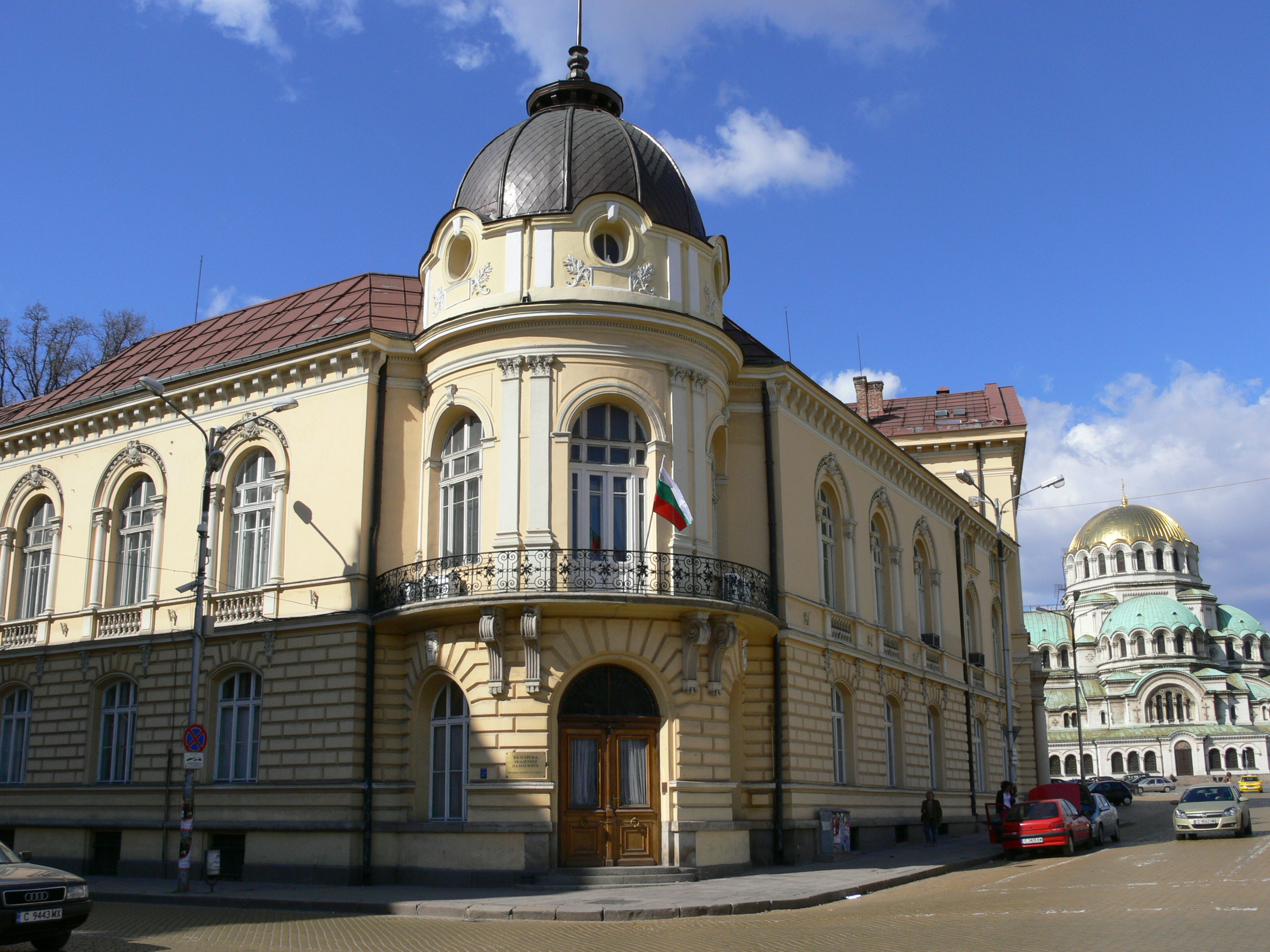
Détail du siège de l'Académie bulgare des sciences.

Le 19 mars 1911, la Société littéraire bulgare se rebaptisa Académie bulgare des sciences, et l'année suivante, l'Assemblée nationale adopta la première loi précisant le statut de l'institution. L'ABS participa début 1913 à la conférence de Saint-Pétersbourg créant l'Union des académies et sociétés scientifiques slaves, et son adhésion à cette union fut ensuite confirmée par l'Assemblée générale. Le bâtiment principal de l'Académie fut construit entre 1925 et 1929 sur la place de l'Assemblée nationale et est resté jusqu'à aujourd'hui son siège central, malgré les dommages qu'il a subi lors des bombardements de Sofia pendant la Seconde Guerre mondiale (janvier-mars 1944). En 1931, l'ABS fut admise au Conseil international des unions scientifiques. En 1940, l'Académie fut rebaptisée Académie bulgare des sciences et des arts (Българска академия на науките и изкуствата), nom qu'elle garda jusqu'en 1947.

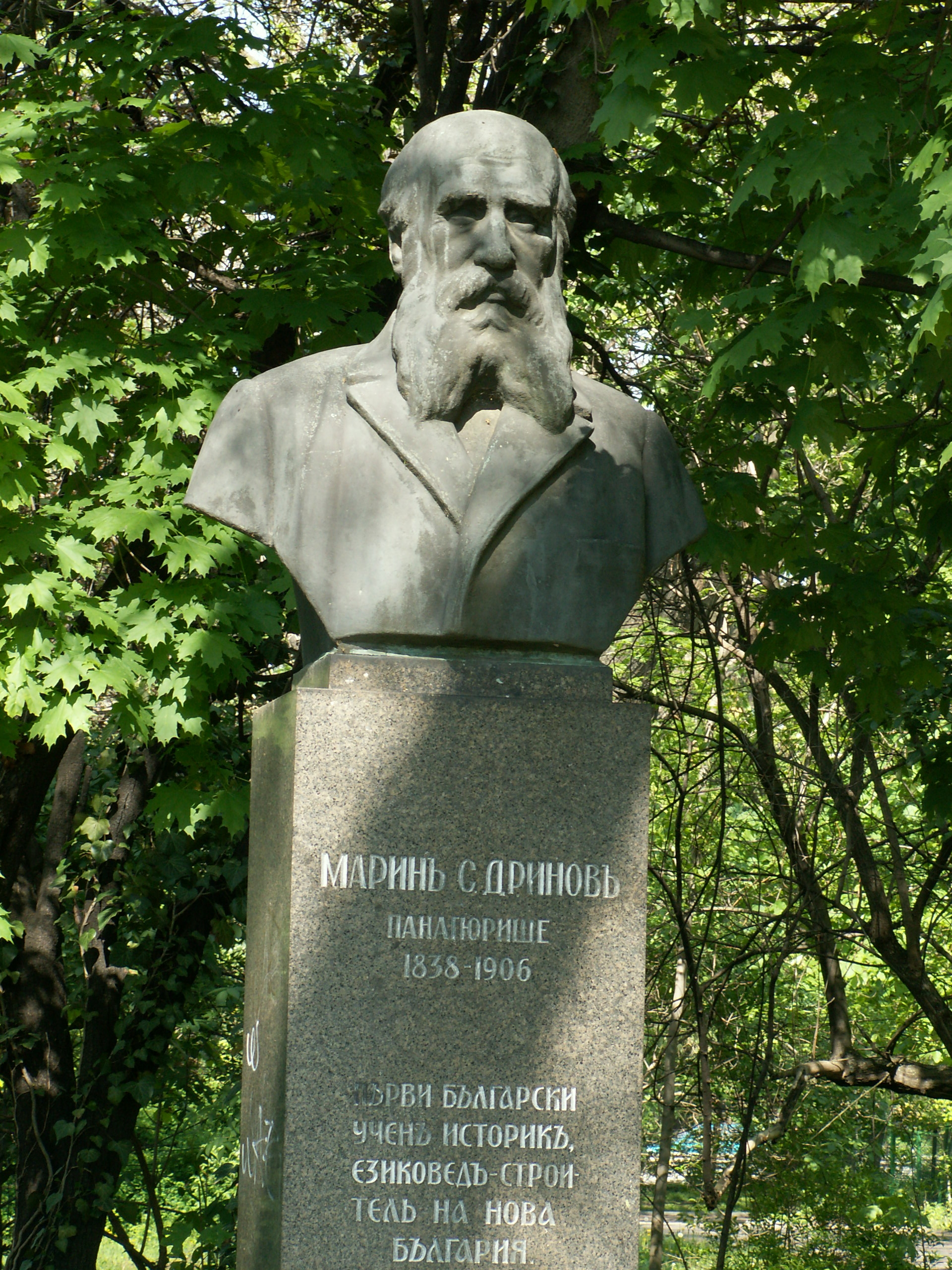
Buste de Marin Drinov, le premier président de la Société littéraire bulgare, dans le jardin de Boris (Borissova gradina) à Sofia.

Peu de temps après le coup d'État antinazi du 9 septembre 1944, un groupe de membres de l'Académie, dont son président Bogdan Filov, furent exclus de l'institution, jugés et exécutés : ils furent remplacés début 1945 par un grand nombre d'académiciens fraîchement élus, proches du pouvoir en place. La même année commença la transformation de l'institution d'après le modèle soviétique : elle devint une administration centrale d'État, à laquelle furent soumis la plupart des instituts de recherche scientifiques du pays. Le statut de l'Académie adopté en 1973 stipulait explicitement que l'Académie « déploie son activité conformément au programme et aux décisions du Parti communiste bulgare ». Les règlements provisoires adoptés en 1989 et la nouvelle loi ad hoc qui suivit accorda à l'Académie une autonomie pleine et entière, instituant l'élection des organes directeurs par les employés de ses différentes composantes.
En réaction à la mainmise du parti communiste avant 1989, les nouveaux statuts de l'ABS adoptés en 1994 stipulent (article 2, alinéa 2) que « l'activité des structures de partis et mouvements politiques ne peuvent exister ni se réaliser au sein de l'Académie bulgare des sciences. Ses unités constitutives ne peuvent accomplir des travaux sur commande servant l'activité politique de partis et mouvements politiques. ». L'alinéa 3 du même article ajoute qu'« au sein de l'ABS ne peuvent exister ni se réaliser l'activité d'unités structurelles militarisées susceptibles d'être contrôlées par le ministère de la Défense et le ministère des Affaires étrangères ou de leur rendre compte. »

## Présidents
Société littéraire bulgare (1869-1911)
- Marin Drinov (historien et philologue, 1838-1906), 1869-1882.
- Vassil Stoyanov (bg) (philologue, 1839-1910), 1882-1884.
- Marin Drinov, 1884-1894.
- Vassil Droumev (écrivain et homme d'Église, 1840-1901), 1894-1898.
- Ivan Estratiev Gešov (homme politique, 1849-1924), 1898-1911.

Académie bulgare des sciences (depuis 1911)
- Ivan Evstratiev Guechov, 1911-1924.
- Lioubomir Miletitch (en) (philologue, 1863-1937), 1926-1937.
- Bogdan Filov (archéologue, historien et homme politique, 1883-1945), 1937-1944.
- Dimitar Mihaltchev (bg) (philosophe, 1880-1967), 1944-1947.
- Todor Pavlov (en) (philosophe et homme politique, 1890-1977), 1947-1962.
- Lioubomir Krastanov (en) (météorologiste et géophysicien, 1908-1977), 1962-1968.
- Angel Balevski (en) (ingénieur métallurgiste, 1910-1997), 1968-1988.
- Blagovest Sendov (en) (mathématicien, homme politique et diplomate, 1932-2020), 1988-1991.
- Yordan Malinovski (en) (physico-chimiste, 1923-1996), 1991-1996.
- Ivan Youhnovski (bg) (chimiste, né en 1937), 1996-2008.
- Nikola Sabotinov (bg) (physicien, né en 1941), 2008-2012.
- Stefan Dodounekov (bg) (mathématicien, 1945-2012), 2012.
- Stefan Vodenitcharov (en) (ingénieur, 1944-2020), 2012-2016.
- Youlian Revalski (en) (mathématicien, né en 1956), depuis 2016.

## Composantes
L'Académie bulgare des sciences est active dans pratiquement tous les domaines de la connaissance : sciences mathématiques, physiques, géologiques, chimiques, biologiques et de l'ingénieur, sciences humaines et sociales. La création des différents instituts, qui constituent des unités autonomes de l'Académie, a commencé après 1945.
En 2010, les différents instituts et composantes de l'Académie (tous localisés dans l'agglomération de Sofia, sauf mention contraire) sont :

### Sciences mathématiques
- (en) Institut de mathématique et d'informatique, IMI (Институт по математика и информатика, ИМИ/Institut po matematika i informatika, IMI) ;
- (bg + en) Institut de mécanique, IMéc (Институт по механика, ИМех/Institut po mehanika, IMeh) ;
- (bg + en) Institut de traitement parallèle de l'information, ITPI (Институт по паралелна обработка на информацията, ИПОИ/Institut po paralelna obrabotka na informaciata, IPOI), anciennement Laboratoire central de traitement parallèle de l'information, LCTPI, Централна лаборатория по паралелна обработка на информацията (ЦЛПОИ)/Centralna laboratorija po paralelna obrabotka na informaciata (CLPOI) ;
- (bg + en) Laboratoire national de virologie informatique, LNVI (Национална лаборатория по компютърна вирусология, НЛКВ/Nacionalna laboratorija po kompjutărna virusologija, NLKV) ;
- (bg + en) Laboratoire de télématique, LT (Лаборатория по телематика, ЛТ/Laboratorija po telematika, LT) ;

### Sciences physiques
- (bg + en) Institut de recherches nucléaires et d'énergie nucléaire, IRNEN (Институт по ядрени изследвания и ядрена енергетика, ИЯИЯЕ/Institut po jadreni izsledvanija i jadrena energetika, IJaIJaE) ;
- (bg + en) Institut de physique des solides Georgi Nadžakov, IPS (Институт по физика на твърдото тяло “Георги Наджаков”, ИФТТ/Institut po fizika na tvărdoto tjalo “Georgi Nadžakov”, IFTT) ;
- (bg + en) Institut d'électronique, IE (Институт по електроника, ИЕ/Institut po elektronika, IE) ;
- (bg + en) Institut d'astronomie, IA (Институт по астрономия, ИА/Institut po astronomija, IA) ;
- (en) Observatoire astronomique national de Rožen (Rhodopes) (Национална астрономическа обсерватория – Рожен/Nacionalna astronomičeska observatorija – Rožen) ;
- (en) Observatoire astronomique de Belogradčik (Астрономическа обсерватория – Белоградчик/Astronomičeska observatorija – Belogradčik) ;
- (bg + en) Laboratoire central d'énergie solaire et d'énergies nouvelles, LCESEN (Централна лаборатория по слънчева енергия и нови енергийни източници, ЦЛ СЕНЕИ/Centralna laboratorija po slănčeva energija i novi energijni iztočnici) ;
- (bg + en) Laboratoire central de stockage optique et de traitement de l'information, LCSOTI (Централна лаборатория по оптичен запис и обработка на информация, ИЛОЗОИ/Centralna laboratorija po optičen zapis i obrabotka na informacija, ILOZOI) ;
- (bg + en) Laboratoire central de physique appliquée, Plovdiv (Централна лаборатория по приложна физика – Пловдив, ЦЛПФ/Centralna laboratorija po priložna fizika – Plovdiv, CLPF) ;

### Sciences chimiques
- (bg + en) Institut de chimie générale et inorganique, ICGI (Институт по обща и неорганична химия, ИОНХ/Institut po obšta i neorganična himija, IONH) ;
- (bg + en) Institut de chimie organique et Centre de phytochimie, ICOCP (Институт по органична химия с Център по фитохимия, ИОХЦФ/Institut po organična himija s Center po fitohimija, IOHCF) ;
- (en) Institut de chimie physique Akademik Rostislav Kaišev, ICP (Институт по физикохимия “Акад. Ростислав Каишев”, ИФХ/Institut po fizikohimija “Akad. Rostislav Kaišev”, IFH) ;
- (bg + en) Institut de catalyse, IC (Институт по катализ, ИК/Institut po kataliz, IK) ;
- (en) Institut d'électrochimie et de systèmes énergétiques, IESE (Институт по електрохимия и енергийни системи, ИЕЕС/Institut po elektrohimija i energijni sistemi, IEES), anciennement Laboratoire central des sources électrochimiques de courant, Централна лаборатория по електрохимични източници на Ток, ЦЛЕХИТ/Centralna laboratorija po elektrohimični iztočnici na tok, CLEHIT) ;
- (en) Institut de génie chimique, IGC (Институт по инженерна химия, ИИХ/Institut po inženerna himija, IIH) ;
- (bg + en) Institut des polymères, IP (Институт по полимери, ИП/Institut na polimeri, IP) ;
- (en) Laboratoire central des photoprocessus Akademik Jordan Malinovski, LCP (Централна лаборатория по фотопроцеси “Акад. Йордан Малиновски”, ЦЛАФОП/Centralna laboratorija po fotoprocesi “Akad. Jordan Malinovski”, CLAFOP) ;

### Sciences du vivant<
- (en) Institut de biologie moléculaire Rumen Canev, IBM (Институт по молекулярна биология “Румен Цанев”, ИМБ/Institut po molekuljarna biologija “Rumen Canev”, IMB) ;
- (bg + en) Institut de génétique Dončo Kostov, Igén (Институт по генетика “Дончо Костов”, ИГен/Institut po genetika “Dončo Kostov”, Igen) ;
- (bg + en) Institut de neurobiologie, INB (Институт по невробиология, ИНБ/Institut po nevrobiologija, INB) ;
- (bg + en) Institut de physiologie des plantes Akademik Metodi Popov, IPP (Институт по физиология на растенията “Акад. Методи Попов”, ИФР/Institut po fiziologija na rastenijata, IFR) ;
- (bg + en) Institut de morphologie et d'anthropologie expérimentales et musée, IMEA (Институт по експериментална морфология и антропология с музей, ИЕМА/Institut po eksperimentalna morfologija i antropologija s muzej, IEMA) ;
- (en) Institut de microbiologie Stefan Angelov, IMicB (Институт по микробиология “Стефан Ангелов”, ИМикБ/Institut po mokrobiologija “Stefan Angelov”, ImikB) ;
- (bg + en) Institut de botanique, IB (Институт по ботаника, ИБ/Institut po botanika, IB) ;
- (bg + en) Institut de zoologie, IZ (Институт по зоология, ИЗ/Institut po zoologija, IZ) ;
- (en) Institut forestier, IFor (Институт за гората, ИГор/Institut za gorata, IGor) ;
- (bg + en) Institut de pathologie et de parasitologie expérimentales, IPPE (Институт по експериментална патология и паразитология, ИЕПП/Institut po eksperimentalna patologija i parazitologija, IEPP) ;
- (bg + en) Institut de biologie et d'immunologie de la reproduction Akademik Kiril Bratanov, IBIR (Институт по биология и имунология на размножаването “Акад. Кирил Братанов”, ИБИР/Institut po biologija i imunologija na razmnožavaneto “Akad. Kiril Bratanov”, IBIR) ;
- (bg + en) Institut de biophysique, IBF (Институт по биофизика, ИБФ/Institut po biofizika, IBF) ;
- (bg + en) Musée national d'histoire naturelle, MNHN (Национален природонаучен музей, НПМ/Nacionalen prirodonaučen muzej, NPM) ;
- (bg + en) Laboratoire central d'ingénierie biomédicale Professeur Ivan Daskalov, LCIB (Централна лаборатория по биомедицинско инженерство “Проф. Иван Даскалов”, ЦЛБМИ/Centralna laboratorija po biomedicinsko inženerstvo “Prof. Ivan Daskalov”, CLBMI) ;
- (bg + en) Laboratoire central d'écologie générale, LCEG (Централна лаборатория по обща екология, ЦЛОЕ/Centralna laboratorija po obšta ekologija, CLOE) ;

### Sciences de la terre
- (bg + en) Institut de géologie Strašimir Dimitrov, IG (Геологически институт “Страшимир Димитров”, ГИ/Geologičeski institut “Strašimir Dimitrov”, GI) ;
- (bg + en) Institut de géophysique Akademik Ljubomir Krăstanov, IGP (Геофизически институт “Акад. Любомир Кръстанов”, ГФИ/Geofizičeski institut “Akad. Ljubomir Krăstanov”, GFI) ;
- (bg + en) Institut de géographie, IG (Географски институтa ГИ/Geografski institut, GI) ;
- (bg + en) Institut d'océanographie Fridtjof Nansen, IO (Институт по океанология “Фритьоф Нансен”, ИО/Institut po okeanologija “Fritjof Nansen”, IO, à Varna) ;
- (bg + en) Institut national de météorologie et d'hydrologie, INMH (Национален институт по метеорология и хидрология, НИМХ/Nacionalen institut po meteorologija i hidrologija, NIMH) ;
- (bg + en) Laboratoire central de géodésie supérieure, LCGS (Централна лаборатория по висша геодезия, ЦЛВГ/Centralna laboratorija po visša geodesija, CLVG) ;
- (bg + en) Laboratoire central de minéralogie et cristallographie, LCMC (Централна лаборатория по минералогия и кристалография, ЦЛМК/Centralna laboratorija po mineralogija i kristalografija, CLMK) ;
- (bg + en) Institut d'études spatiales, IES (Институт по космически изследвания, ИКИ/Institut po kosmičeski izsledvanija, IKI) ;
- (bg + en) Institut d'étude des influences soleil-terre, IEIST (Институт по слънчево-земни въздействия, ИСЗВ/Institut po slăncevo-zemni văzdejstvija, ISZV) ;
- (bg + en) Laboratoire central de mécanique et d'ingénierie sismiques, LCMIS (Централна лаборатория по сеизмична механика и сеизмично инженерство, ЦЛСМСИ/Centralna laboratorija po seizmična mehanika i seizmično inženerstvo, CLSMSI) ;
- (bg + en) Institut des problèmes de l'eau, IPE (Институт по водни проблеми, ИВП/Institut po vodni problemi, IVP) ;

### Sciences de l'ingénieur
- (bg + en) Institut d'étude des métaux Akademik Angel Valevski, IEMét (Институт по металознание “Акад. Ангел Валевски”, ИМет/Institut po mateloznanie “Akad. Angel Valevski”, Imet) ;
- (bg + en) Laboratoire central de mécanique physico-chimique, LCMPC (Централна лаборатория по физико-химична механика, ЦЛФХМ/Centralna laboratorija po fiziko-himična mehanika, CLFHM) ;
- (bg + en) Institut des systèmes informatiques et de communication, ISIC (Институт по компютърни и комуникационни системи, ИККС/Institut po kompjutărni i komunikacionni sistemi, IKKS) ;
- (bg + en) Institut des technologies de l'information, ITC (Институт по информационни технологии, ИИТ/Institut po informacionni tehnologii, IIT) ;
- (bg + en) Institut de contrôle et de recherches sur les systèmes saint Matthieu apôtre et Évangéliste, IRCS (Институт по управление и системни изследвания “Свети Апостол и Евангелист Матей”, ИУСИ/Institut po upravlenie i sistemni izsledvanija “Sveti Apostol i Evangelist Matej”, IUSI) ;
- (bg + en) Laboratoire central de mécatronique et de construction mécanique, LCMCM (Централна лаборатория по мехатроника и приборостроене, ЦЛМП/Centralna laboratorija po mehatronika i priborostroene, CLMP) ;
- (bg + en) Institut d'hydro- et aérodynamique, IHA (Институт по хидро- и аеродинамика, ИХА/Institut po hidro- i aerodinamika, IHA, à Varna) ;

### Sciences humaines
- (bg + en) Institut de langue bulgare Professeur Ljubomir Andrejčin, ILB (Институт за български език „Проф. Любомир Андрейчин”, ИБЕ/Institut za bălgarski ezik „Prof. Ljubomir Andrejčin”, IBE) ;
- (bg + de + en + fr + ru) Institut de littérature, IL (Институт за литература, ИЛ/Institut za literatura, IL) ;
- (bg + en) Institut d'histoire, IH (Институт по история, ИИст/Institut po istorija, IIst) ;
- (bg + en) Institut de thracologie, IT (Centre de thracologie Aleksandăr Fol) (Институт по тракология, ИТ Център по тракология Александър Фол/Institut po trakologija, IT Centăr po trakologija Aleksandăr Fol) ;
- (bg + en) Institut archéologique national et musée, IANM (Национален археологически институт с музей, АИМ/Nacionalen arheologičeski institut s muzej, AIM) ;
- (en) Institut d'études balkaniques, IEB (Институт по балканистика, ИБалк/Institut po balkanistika, IBalk) ;
- (bg + en) Institut ethnographique et musée, IEM (Етнографски институт с музей, ЕИМ/Etnografski institut s muzej, EIM) ;
- (bg + en) Institut d'études artistiques, IEA (Институт за изкуствознание, ИИ/Institut za izkustvoznanien, II) ;
- (bg + en) Institut de folklore, IFolk (Институт за фолклор, ИФолк/Institut za folklor, IFolk) ;
- (bg + en) Centre de recherche Cyrille et Méthode, CRCM (Кирило-Методиевски научен център, КМНЦ/Kirilo-Metodievski naučen centăr, KMNC) ;
- (bg + en) Centre de recherche sur l'architecture, CRA (Център по архитектурознание, ЦА/Centăr po arhitekuroznanie, CA) ;

### Sciences sociales
- (bg + en) Institut de sociologie, ISoc (Институт по социология, Исоц/Institut po sociologija, ISoc) ;
- (bg + en) Institut de sciences juridiques, ISJ (Институт за правни науки, ИПН/Institut za pravni nauki, IPN) ;
- (bg + en) Institut d'économie, IE (Икономически институт, ИкИ/Ikonomičeski institut, IkI) ;
- (bg + en) Centre d'études des sciences et de l'histoire des sciences, CESHS (Център по наукознание и история на науката, ЦНИН/Centăr po naukoznanie i istorija na naukata, CNIN) ;
- (bg + en) Institut de psychologie, IPs (Институт по психология, Ипс/Institut po psihologija, IPs] ;
- (bg + en) Centre de recherche démographique, CRD (Център за изследване на населението, ЦИН/Centăr za izsledvane na naselenieto, CIN) ;
- (bg + en) Institut de recherches philosophiques, IRP (Институт за философски изследвания, ИФИ/Institut za filosofski izsledvanija, IFI) ;

### Unités spécialisées
- (bg + en) Bibliothèque centrale de l'ABS, BC (Централна библиотека на БАН, ЦБ/Centralna biblioteka na BAN, CB) ;
- (bg) Archives scientifiques de l'ABS, AS (Научен архив та БАН, НА/Naučen arhiv na BAN, NA) ;
- (bg + en) Centre de formation auprès de l'ABS, CF (Център за обучение към БАН, ЦО/Centăr za obučenie kăm BAN, CO) ;
- (bg + en) Centre d'innovation, Ci (Център за иновации, Ци/Centăr za inovacii, Ci) ;
- (bg) Éditions académiques et imprimerie Professeur Marin Drinov, EA (Академично издателство с петатница „Проф. Марин Дринов”, АИ/Akademično izdatelstvo s petatnica „Prof. Marin Drinov”) ;
- (bg + en) Jardin botanique de l'ABS, JB (Ботаническа градина на БАН, БГ/Botaničeska gradina na BAN, BG) ;
- (en) Centre national des nanotechnologies, CNN (Национален център по нанотехнологии, НЦН/Nacionalen centăr po nanotehnologii, NCN) ;
- (bg + en) Centre d'information scientifique Encyclopédie bulgare, CISEB (Научноинформационен център „Българска енциклопедия”, НЦБЕ/Naučnoinformacionen centăr „Bălgarska enciklopedija”, NCBE) ;
- (bg) Centre des œuvres sociales, COS (Социално-битов комплекс, СБК/Socialno-bitov kompleks, SBK) ;
- (bg) Centre de recherches sur la sécurité et la défense nationales, CRSDN (Център за изследвания по национална сигурност и отбрана, ЦИНСО/Centăr za izsledvanija po nacionalna sigurnost i otbrana, CINSO) ;
- Maison du savant (Дом на учения/Dom na učenija, hôtel de l'ABS)[8].

## Centres régionaux
La plupart des unités de l'ABS ont leur siège à Sofia ou dans son agglomération. Cependant, la direction de l'Académie s'est efforcée de décentraliser certaines activités par la création de Centres académiques régionaux. En 2009, deux de ces centres fonctionnent déjà : le centre de Varna (spécialisé dans les technologies de la mer), ainsi que le centre de Plovdiv (spécialisé dans l'alimentation). Cinq autres centres sont en voie de création. Ils seront sis à Bourgas, Veliko Tărnovo, Silistra, Jambol et Smoljan (dans le cadre du programme « Rhodopes »). Ces centres visent à «  fédérer le potentiel scientifique et d'innovation des instituts de l'ABS, des établissements d'enseignement supérieur et des entreprises innovantes dans différentes régions du pays. »

## Financement et efficacité
La dotation annuelle accordée par le Ministère bulgare de l'Éducation et de la Science au budget de l'ABS s'élevait en 2008 à 82,14 millions de leva, soit plus de 41 millions d'euros. Cependant, cette dotation ne permet à l'ABS que de financer son fonctionnement, ses infrastructures et le salaire de ses employés. L'activité scientifique en elle-même est essentiellement financée sur projets et sur la base de conventions, en particulier grâce aux fonds consacrés à la recherche de l'Union européenne et de l'OTAN. En 2008, ce financement complémentaire a représenté environ 55 millions de leva, soit plus de 28 millions d'euros. Cependant, ce financement total, comme celui de la recherche dans le pays en général, est insuffisant, et, comme dans beaucoup de pays européens, peut être considéré comme la cause essentielle de la « fuite des cerveaux », particulièrement grave en Bulgarie. La dépense de recherche et développement bulgare exprimée en pourcentage du PIB était en 2007 pour l'ensemble des secteurs de 0,48 %, soit nettement moins que la moyenne pourtant basse de l'UE (1,83 %).
Selon le Science Citation Index (SCI ), l'ABS est à l'origine de 60 % de la production scientifique du pays. L'ABS dépose la grande majorité des brevets du pays (plus de 50 % au cours des 10 dernières années), mais ses chercheurs sont 20 fois moins payés que dans le reste de l'Europe. Pour cette raison, l'attractivité des carrières scientifiques est faible en Bulgarie, pays touché de plein fouet par la fuite des cerveaux scientifiques qui a commencé en 1989. La moyenne d'âge des académiciens est par conséquent élevée (ils ont tendance à rester en fonction bien au-delà de l'âge de la retraite et à éviter de céder leur place à des chercheurs plus jeunes, de toute façon peu nombreux).
Certains analystes ont une vision plus critique de l'efficacité de l'ABS telle qu'elle est reflétée par les chiffres officiels. Ainsi, Metodi Metodiev de l'Institut pour l'économie de marché (IPE, club de réflexion néolibéral) reproche à l'Académie son manque de tradition dans le domaine de la gestion de projets, ainsi que le faible impact de ses publications.
Un autre problème structurel de la recherche bulgare est la faible implication des établissements d'enseignement supérieur (ВУЗ, au nombre de 51 en 2009). Ainsi, les projets communs de l'ABS avec des établissements supérieurs bulgares ne sont qu'au nombre de 25 environ par an.

## Utilisation du nom
Le Camp Académie (en bulgare Лагер Академия, translittération scientifique internationale Lager Akademija) (62° 38′ 41″ S, 60° 10′ 18″ O) sur l'Île Livingston, dans les Îles Shetland du Sud, au large du continent Antarctique, a été nommé ainsi en l'honneur de l'Académie bulgare des sciences et de sa contribution à l'exploration antarctique.